# Деркач, Георгий Иосифович
Георгий Иосифович Деркач (настоящая фамилия — Любимов; 11(23) марта 1846, Екатеринослав — 11(24) июня 1900, Томск) — российский театральный актёр, антрепренёр.

## Биография и театральная деятельность
Служил по военной части. Творческую деятельность начал в конце 1860-х годов.
В 1875 году Георгий Деркач бросил карьеру военного и основал театральную труппу. Антреприза под его руководством играла с 1875 до 1900 года (с годовым перерывом в 1880—1881 годах).
Репертуар труппы составляли, в основном, пьесы малороссийских (украинских) авторов.
Среди членов украинской опереточной труппы Г. И. Деркача были: П. Барвинский, Е. Боярская, С. Глазуненко, А. Дорошенко, Е. Зарницкая, Л. Манько, Н. Марченко, Г. Решетников, О. Светлова, Г. Петраковская, Ю. Шестаковская, Л. Сабинин, А. Виламова, А. Суслов, А. Суходольский, Н. Суходольская-Дикова, О. Олексиенко, К. Демидов, Л. Квитка, М. Ростовцев и др. Для участия в спектаклях приглашались актёры: Ф. Горев, Александра Глама-Мещерская, Осип Правдин, в 1891 г.— Фёдор Шаляпин (пел в хоре, исполнял роль Петра в «Наталке-Полтавке») и др.
Театральная труппа со временем с успехом гастролировала не только по Украине, Сибири, Крыму, Кавказу, Средней Азии и крупным городам Российской империи, но и собирала аншлаги за рубежом. Так, зимний сезон 1893—1894 годов труппа, возглавляемая Деркачом, провела с гастролями во Франции (Париж, Бордо, Марсель).
Позже актёры труппы Деркача были приглашены в Екатеринбург на празднование трёхсотлетия Уральского казачества. Труппа ставила спектакль украинского писателя И. П. Котляревского «Наталка-Полтавка». В зале театра присутствовал наследник российского престола, будущий царь Николай II. Ему настолько понравилась игра малороссов, что после спектакля он одарил Георгия Деркача золотым перстнем с монограммой.
Умер в Томске в 1900 году.

## Театральные роли
- «Наталка-Полтавка» И. П. Котляревского — выборный Макогоненко
- «Шельменко-денщик» Г. Квитка-Основьяненко — Шельменко
- «Запорожец за Дунаем» С. Гулака-Артемовского — Карась
- «Назар Стодоля» Т. Шевченко — Назар Стодоля и др.